# Cawl
Il cawl ([kaʊ̯l]) è uno dei piatti nazionali della cucina gallese. Mentre il termine gallese significa genericamente "zuppa" o "brodo", in inglese e nelle altre lingue fa riferimento a una particolare zuppa tradizionale gallese, solitamente chiamata cawl Cymreig (lett. "zuppa gallese") in gallese.
Nel corso della storia, gli ingredienti hanno subito variazioni, ma le ricette più comuni prevedono agnello o manzo con porri, patate, rutabaga, carote e altre verdure di stagione.

## Storia
Essendo stato descritto in ricette che risalgono al XIV secolo, il cawl è generalmente considerato il piatto nazionale del Galles, e tradizionalmente veniva preparato durante i mesi invernali nel Galles sudoccidentale. Al giorno d'oggi, per via del legame che ha con la cultura gallese, la parola indica genericamente un piatto che contiene agnello e porri, ma storicamente veniva fatto con manzo o pancetta salata, con rutabaga, carote e altre verdure di stagione. Nella seconda metà del XVIII secolo, dopo la sua introduzione nella cucina gallese, la patata diventò un ingrediente principale della ricetta.
Per questo piatto la carne è normalmente tagliata in pezzi di media grandezza e fatta cuocere con le verdure a fuoco lento nell'acqua. Storicamente il brodo veniva addensato con farina di grano o farina d'avena, e poi servito, senza la carne e le verdure, come primo piatto. Le verdure e le fette di carne sarebbero poi servite come secondo piatto. Oggigiorno il cawl viene servito come piatto unico, in maniera simile al lobsgows, piatto del Galles settentrionale. Il lobsgows differisce nel fatto che la carne e le verdure vengono tagliati più finemente e il brodo non viene addensato.
Il cawl di porri (cawl cennin), può essere fatto senza carne ma solo con il suo brodo. In alcune zone, il cawl è spesso servito con pane e formaggio, solitamente in un piatto separato. Il piatto è tradizionale in una pentola o calderone di ferro sul fuoco e mangiato con cucchiai di legno.

## Etimologia
Si pensa che la parola cawl in gallese, registrata per la prima volta nel XIV secolo, derivi dal latino caulis, che significa lo stelo di una pianta, lo stelo di un cavolo cappuccio o il cavolo stesso. Una proposta alternativa vuole che la parola derivi dal latino calidus, talvolta abbreviata in caldus, cioè "caldo", da cui deriva anche lo spagnolo caldo, con il significato di brodo. La seconda proposta sembra più sensata per via del significato della parola, ma a favore della prima ipotesi è il fatto che la forma latina "AU" si può tradurre in "AW" nella lingua gallese, mentre la "A" breve di calidus darebbe "A" anche in gallese.